# Баксанський
Баксанський (рос. Баксанский) — хутір у Майському районі Кабардино-Балкарії Російської Федерації.
Орган місцевого самоврядування — сільське поселення Ново-Івановське. Населення становить 37 осіб.

## Історія
Згідно із законом від 27 лютого 2005 року органом місцевого самоврядування є сільське поселення Ново-Івановське.

## Населення
| 1970 | 1989 | 2002 | 2010 |
| ---- | ---- | ---- | ---- |
| 310  | ↘196 | ↘53  | ↘37  |